# Pakenham (Suffolk)
Pakenham est un village et une paroisse civile du Suffolk, en Angleterre.